# Copa Suat 2015
La Copa Suat (por motivos de patrocinio) es un torneo de verano de fútbol de carácter amistoso que se disputó en el Estadio Luis Franzini en Montevideo, Uruguay. En su cuarta edición, se disputó en su totalidad en el Estadio Luis Franzini de Montevideo, Uruguay, en los días 10 y 13 de enero del 2015.
En esta edición participaron los siguientes equipos:
- Defensor Sporting C. - Invitado uruguayo
- Danubio F. C. - Campeón del Campeonato Uruguayo 2013-14
- Racing C. de Montevideo - Vicecampeón del Torneo Apertura 2014
- A. M. S. y D. Atlético Rafaela - Invitado argentino

## Resultados
|  | Semifinales               | Semifinales               |   |                  | Final                     | Final |  |
|  |                           |                           |   |                  |                           |       |  |
|  |                           |                           |   |                  |                           |       |  |
|  | Sábado 10 de enero, 19:50 |                           |   |                  |                           |       |  |
|  | Racing                    | 1                         |   |                  |                           |       |  |
|  | Atlético Rafaela          | 0                         |   |                  |                           |       |  |
|  |                           |                           |   |                  |                           |       |  |
|  |                           |                           |   |                  | Martes 13 de enero, 22:00 |       |  |
|  |                           |                           |   |                  | Defensor Sporting         | 0     |  |
|  |                           | Racing                    | 1 |                  |                           |       |  |
|  |                           |                           |   |                  |                           |       |  |
|  |                           |                           |   |                  |                           |       |  |
|  |                           |                           |   |                  | Tercer puesto             |       |  |
|  | Sábado 10 de enero, 22:00 | Sábado 10 de enero, 22:00 |   | Martes 13, 19:50 | Martes 13, 19:50          |       |  |
|  | Defensor Sporting         | 0 (5)                     |   | Danubio          | 2 (2)                     |       |  |
|  | Danubio                   | 0 (4)                     |   |                  | Atlético Rafaela          | 2 (4) |  |

### Semifinales
| 10 de enero de 2015, 19:50, VTV | Racing                 | 1:0 (1:0) | Atlético Rafaela | Estadio Luis Franzini, Montevideo |                            |
|                                 | Damián Malrechauffe 6' | Reporte   |                  | Árbitro(s): Adrián Sánchez        | Árbitro(s): Adrián Sánchez |

| 10 de enero de 2015, 22:00, VTV | Defensor Sporting                           | 0:0 (5:4 p.) | Danubio                                      | Estadio Luis Franzini, Montevideo |                              |
|                                 |                                             | [http://www.tenfield.com.uy/2015/01/copa-suat-defensor-y-danubio-empatan-00-para-definir-quien-enfrenta-en-la-final-racing/ (enlace roto disponible en Internet Archive; véase el historial, la primera versión y la última). Reporte] |                                              | Árbitro(s): Daniel Rodríguez      | Árbitro(s): Daniel Rodríguez |
|                                 |                                             | Tiros desde el punto penal |                                              |                                   |                              |
|                                 | Alonso · Arias · Lozano · Morales · Olivera | | Fornaroli · Sosa · Ichazo · Mayada · Barreto |                                   |                              |

### Tercer puesto
| 13 de enero de 2015, 19:50, VTV | Danubio                                       | 2:2 (1:2) (2:4 p.)         | Atlético Rafaela                    | Estadio Luis Franzini, Montevideo |  |
|                                 | Bruno Fornaroli 43' · Fabricio Formiliano 53' | Reporte                    | Franco Jominy 1', 25'               |                                   |  |
|                                 |                                               | Tiros desde el punto penal |                                     |                                   |  |
|                                 | Mayada · Sosa · Velázquez · Ricca             |                            | Fernández · Gómez · Díaz · González |                                   |  |

### Final
| 13 de enero de 2015, 22:00, VTV | Defensor Sporting | 0:1 (0:0) | Racing              | Estadio Luis Franzini, Montevideo |  |
|                                 |                   | Reporte   | Joaquín Jacques 87' |                                   |  |

| Bandera de Uruguay        |
| Campeón                   |
| Racing Club de Montevideo |
| 1.er título               |